# Геоинформатика
Геоинформатика — наука, технология и производственная деятельность по научному обоснованию, проектированию, созданию, эксплуатации и использованию географических информационных систем, по разработке геоинформационных технологий, по приложению ГИС для практических и научных целей.
Входит как составная часть в геоматику. Русский термин «геоинформатика» производный от термина «информатика» — иностранного заимствования, обозначающего научное направление, которое изучает теорию, методы и способы накопления, обработки и передачи данных, информации и знаний с помощью ЭВМ и других технических средств, или группу дисциплин, занимающихся различными аспектами применения и разработки вычислительных машин, куда обычно относят прикладную математику, программирование, программное обеспечение, искусственный интеллект, архитектуры ЭВМ и вычислительные сети.
Термин геоинформатика впервые был предложен в 1975 году Арнольдом Кулинковичем.

## Основные задачи
1. Создание баз геоданных (геокодирование) и управление ими
2. Анализ и моделирование геоданных
3. Разработка программного обеспечения для первых двух задач